# U-Bahn-Station Josefstädter Straße
Josefstädter Straße is een metrostation in het district Josefstadt van de Oostenrijkse hoofdstad Wenen. Het station werd geopend op 1 juni 1898 en wordt bediend door lijn U6
Het stationsgebouw met adres Josefstädter Straße 84 staat op de monumentenlijst.

## Stadtbahn

### Stoom
In de tweede helft van de 19e eeuw groeide de Weense bevolking fors en werden meerdere kopstations van verschillende spoorwegmaatschappijen geopend. Om het vervoer tussen de buitenwijken en de binnenstad te verbeteren en de kopstations onderling te verbinden werd in 1892 besloten tot de aanleg van de Stadtbahn met vier lijnen waaronder de Gürtellinie die de vroegere verdedigingswerken rond de stad volgt. Het station werd in opdracht van de Commission für Verkehrsanlagen in Wien ontworpen door Otto Wagner. Het stationsgebouw werd in december 1895 opgeleverd en op 1 juni 1898 werd de Gürtellinie geopend.

### Elektrisch
Na de Eerste Wereldoorlog lag de Stadtbahn geruime tijd stil totdat de Stadtbahn in 1925 werd heropend met elektrische tractie. De stadbahnlijnen G, GD en DG, alsmede tramlijn 18G deden het station aan. Het station was tot 1989 onderdeel van de laatste Stadtbahnlijn, terwijl de andere in 1925 door de gemeente overgenomen lijnen al rond 1980 tot metro waren omgebouwd.

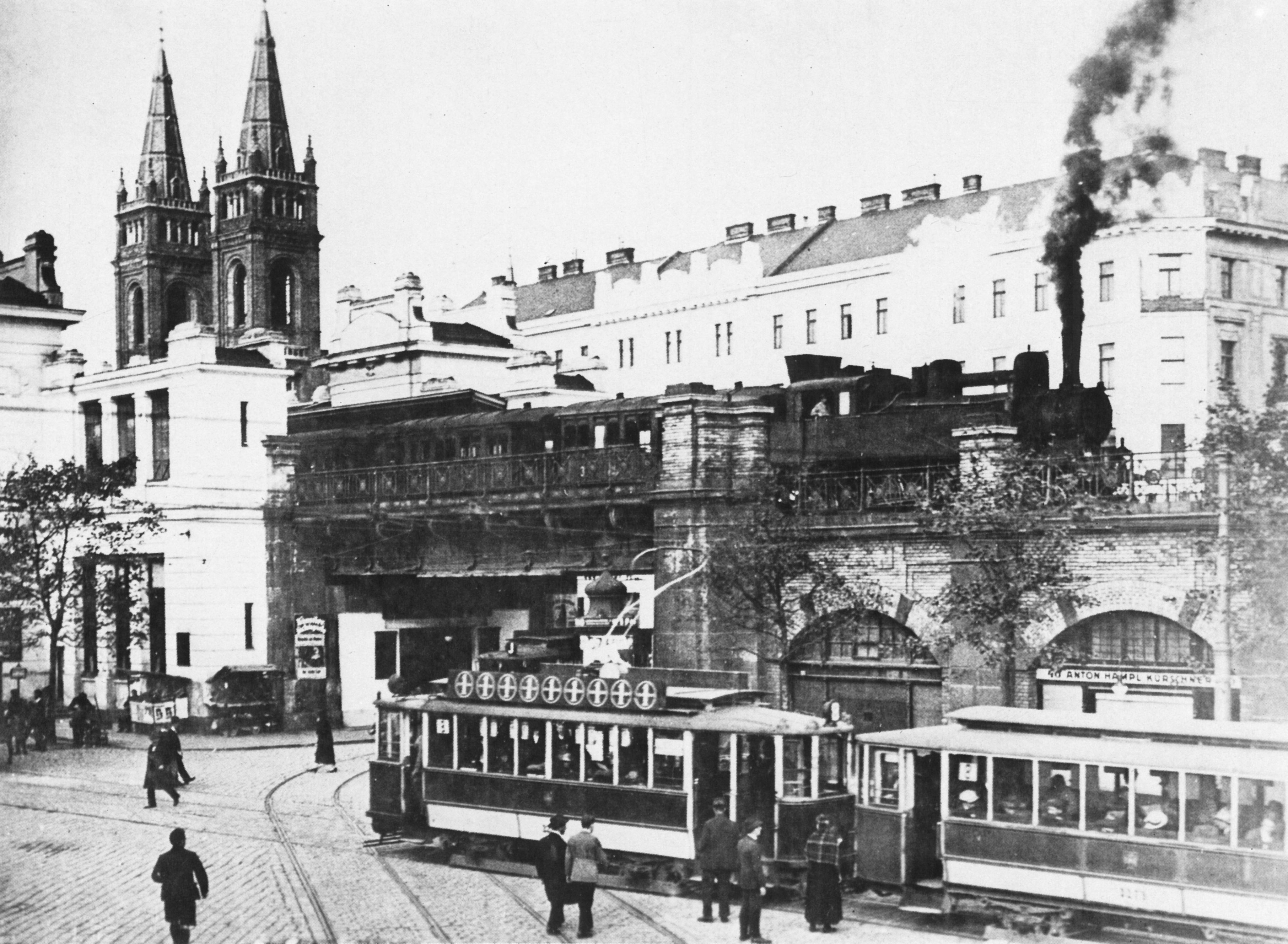
Het station in het stoomtijdperk.
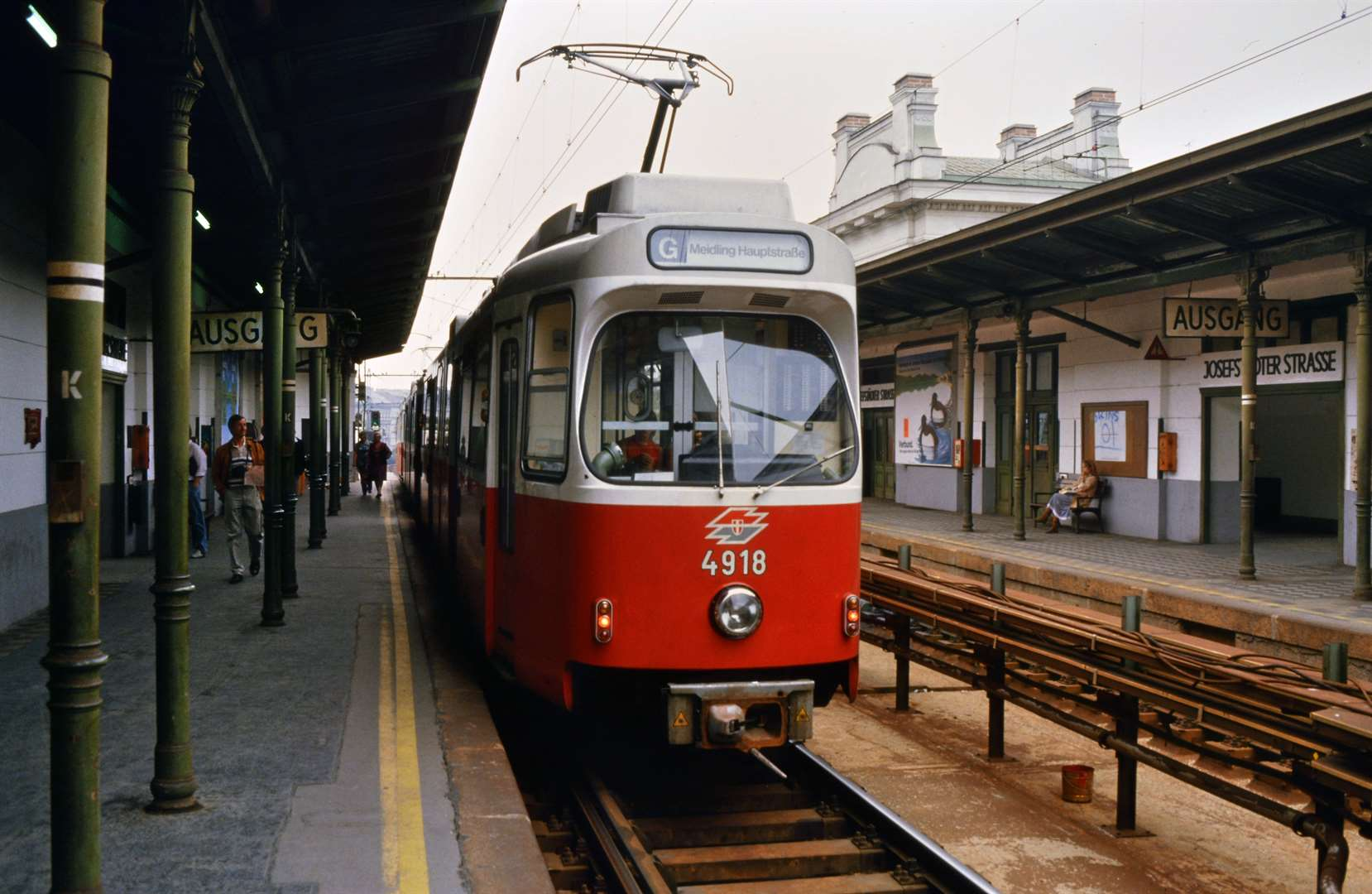
Een sneltram van de Stadtbahn in 1984 in het station.

## Metro
Op 26 januari 1968 werd besloten om een metronet aan te leggen met drie lijnen. De nadere uitwerking van het metronet, de U-Bahn-Netzvariante M uit 1970, omvatte een veel groter net met verlengingen die pas later zouden worden toegevoegd. In dit grotere net was de U6 opgenomen die ten zuiden van de Volksoper zou bestaan uit de omgebouwde Gürtellinie echter zonder Josefstädter Straße dat vervangen zou worden door Thaliastraße. Na de oplevering van Thaliastraße in 1980 werden de metroplannen echter aangepast en Josefstädter Straße werd gehandhaafd als onderdeel van U6. Als voorbereiding op de metrodienst werd in 1988 overgegaan van linksrijdend op rechtsrijdend en op 7 oktober 1989 ging de metrodienst van start.

## Ligging en inrichting
Het station ligt op de grens tussen het 8e en 16e district in de middenberm van de Gürtel tussen de Josefstädter Straße en de Uhlplatz. De blikvanger aan de oostkant is de Breitenfelder Pfarrkirche die tussen 1886 en 1898 in de Italiaanse vroege renaissance stijl werd gebouwd.
De stationshal is zowel via de west- als de oostgevel door groene klapdeuren toegankelijk en is op zijn beurt met trappen en liften verbonden met de twee zijperrons op de eerste verdieping. De perrons hebben voor het grootste deel afdaken tegen de regen en bieden door grote raampartijen uitzicht op de innere en äußere Gürtel. De gevels hebben grote raampartijen omringd door stucwerk. Aan de zuidzijde ligt onder boog 42 de traditionele Oostenrijkse kroeg Carina. Aan de noordzijde is een gemeentelijke daklozenopvang. De vervallen staat van het station was in 2011 voor de Wiener Linien aanleiding om tot restauratie over te gaan hetgeen in 2013 was voltooid.
Bij het station kan worden overgestapt op tramlijn 2 tussen Ottakring en Friedrich-Engels-Platz. Op doordeweekse dagen kan ook op lijn 33 worden overgestapt die hier zijn eindlus heeft. Op zon- en feestdagen wordt deze eindlus 's morgens gebruikt door tramlijn 5.
In de omgeving van het station liggen de Brunnenmarkt, het Yppenviertel en het uitgaansgebied langs de Gürtel. Nadat de drugsgebruikers, die zich sinds 1980 rond de Karlsplatz ophielden, in 2010 daar deels werden verdreven vormde zich rond Josefstädter Straße een nieuwe groep bestaande uit verslaafden die voorheen op de Karslplatz verbleven.

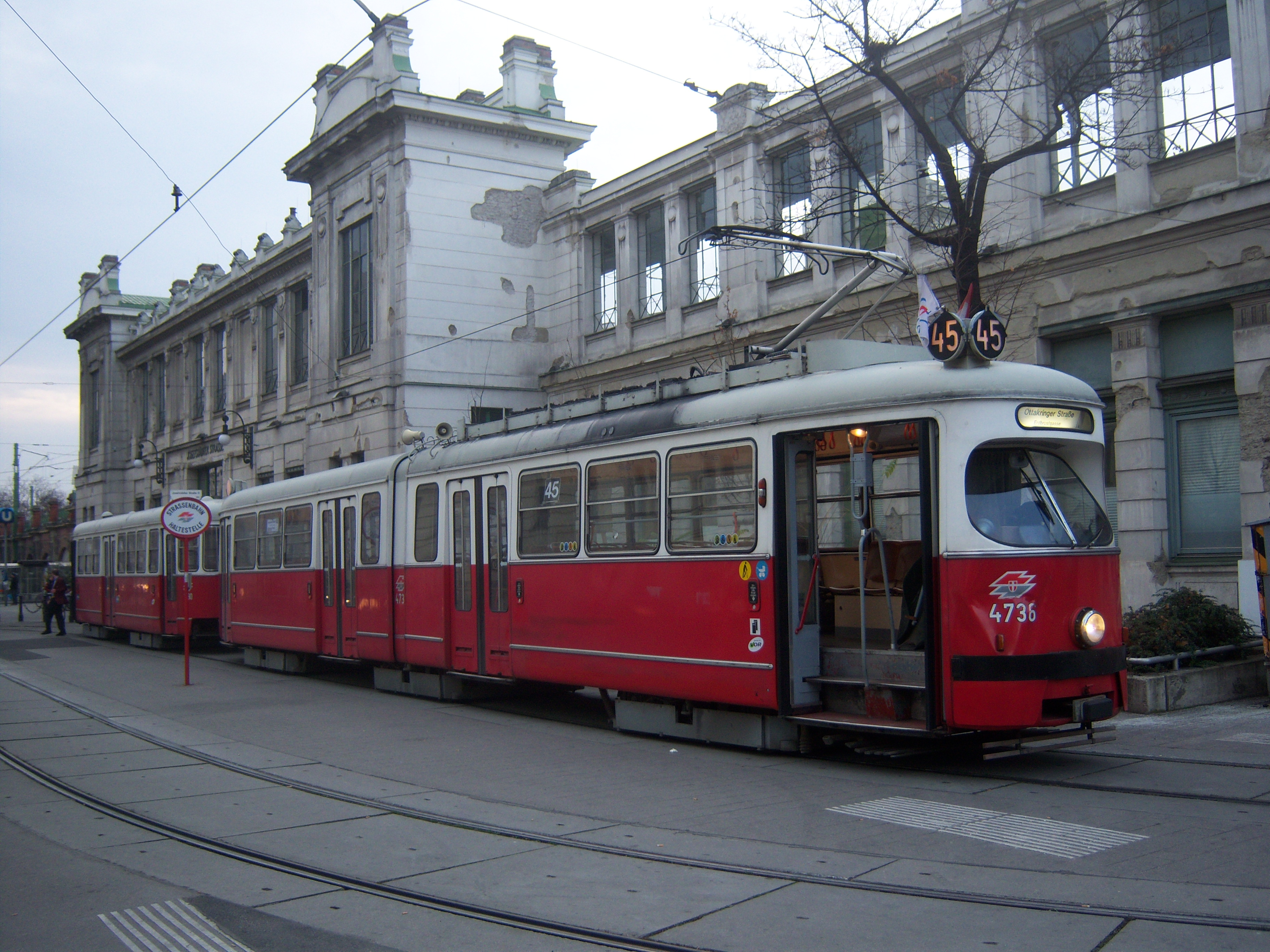
Een tram voor het afgebladderde station in 2009.
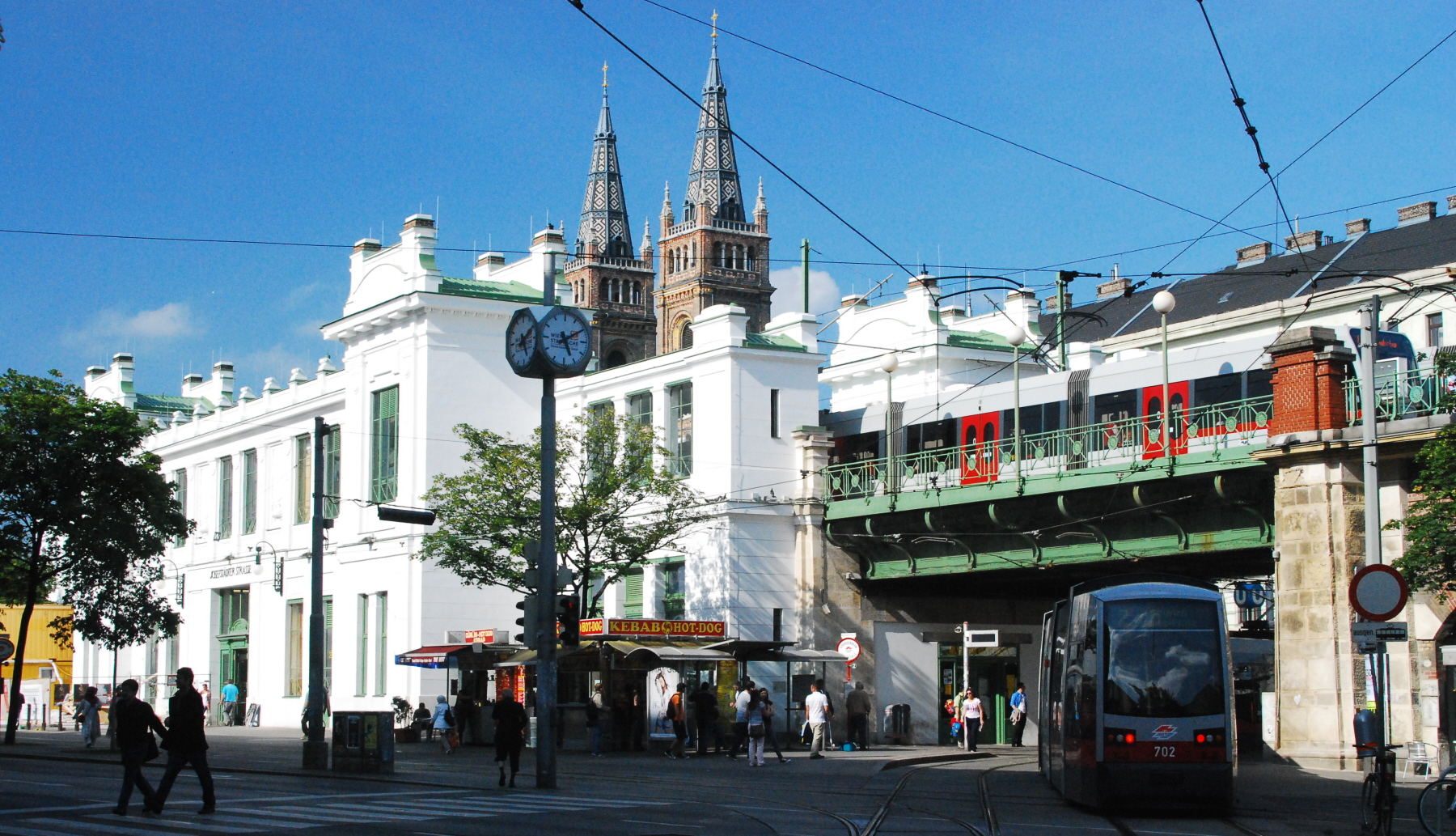
Het station in juni 2013 met een metro op de brug over de Josefstädter Straße.